# Lotte Cohn
Lotte Cohn (vlastním jménem Recha Charlotte Cohn; 20. srpna 1893 Charlottenburg – 7. dubna 1983 Tel Aviv) byla izraelská architektka německo-židovského původu, se významně podílela na výstavbě moderního Izraele.

## Životopis
Lotte Cohn vyrůstala v Charlottenburgu jako nejmladší dcera lékaře Bernharda Cohna a jeho ženy Caecilie, rozené Sabersky. Mezi jejími šesti sourozenci byl i rabín a spisovatel Emil Bernhard Cohn.
V roce 1916 byla Lotte Cohn jednou z prvních žen, které složily diplomovou zkoušku na TH Charlottenburg (nyní Technická univerzita Berlín) na fakultě architektury. Od roku 1917 se spolu se svou přítelkyní Gertrudou Ferchland podílela na obnově Východního Pruska a v letech 1920–1921 pracovala v kanceláři architekta Richarda Michela.
Jako sionistka se věnovala Budování Erec Jisra′el a v roce 1921 emigrovala jako jedna z prvních německých sionistů do Palestiny. Tam působila nejprve jako spolupracovnice a partnerka Richarda Kauffmanna v Jeruzalémě a později v letech 1929–1968 jako nezávislá architektka v Tel Avivu. Od roku 1952 spolupracovala s Jehudou Laviem (rozeným Ernstem Loewisohnem; 1910-1998), který se rovněž narodil v Berlíně. Německo navštívila dvakrát.
Vypracovala vlastní představy o sídelní výstavbě vhodné pro venkov, odmítla rodinné domy podle německého vzoru, protože podle jejího názoru "sváděly obyvatele k buržoaznímu způsobu života", a spolu s Kauffmannem vytvořila moderní zahradní města, tzv. kibucy. Během téměř 50 let byla zodpovědná za více než 100 stavebních projektů.

## Galerie

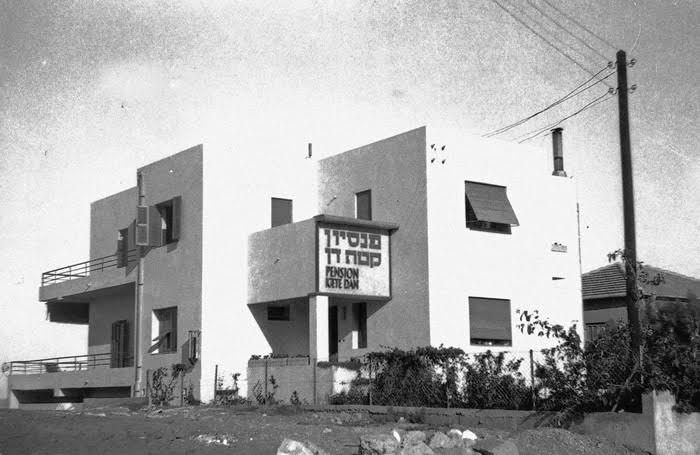
Kaete Dan hotel (1932) v Tel Avivu byl Cohnin první samostatný projekt
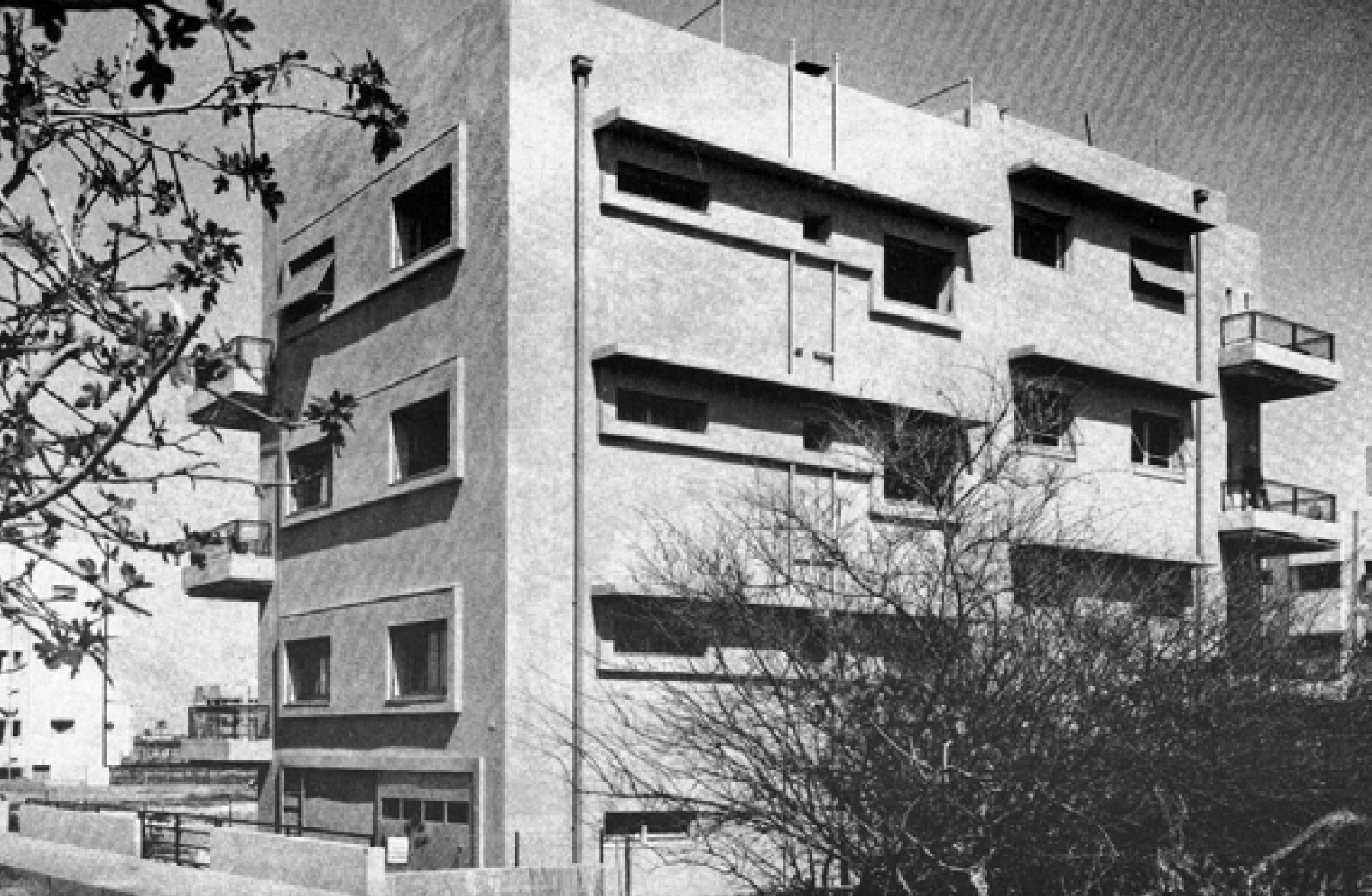
Rezidenční dům v Tel Avivu